# اتفاق كوينسي

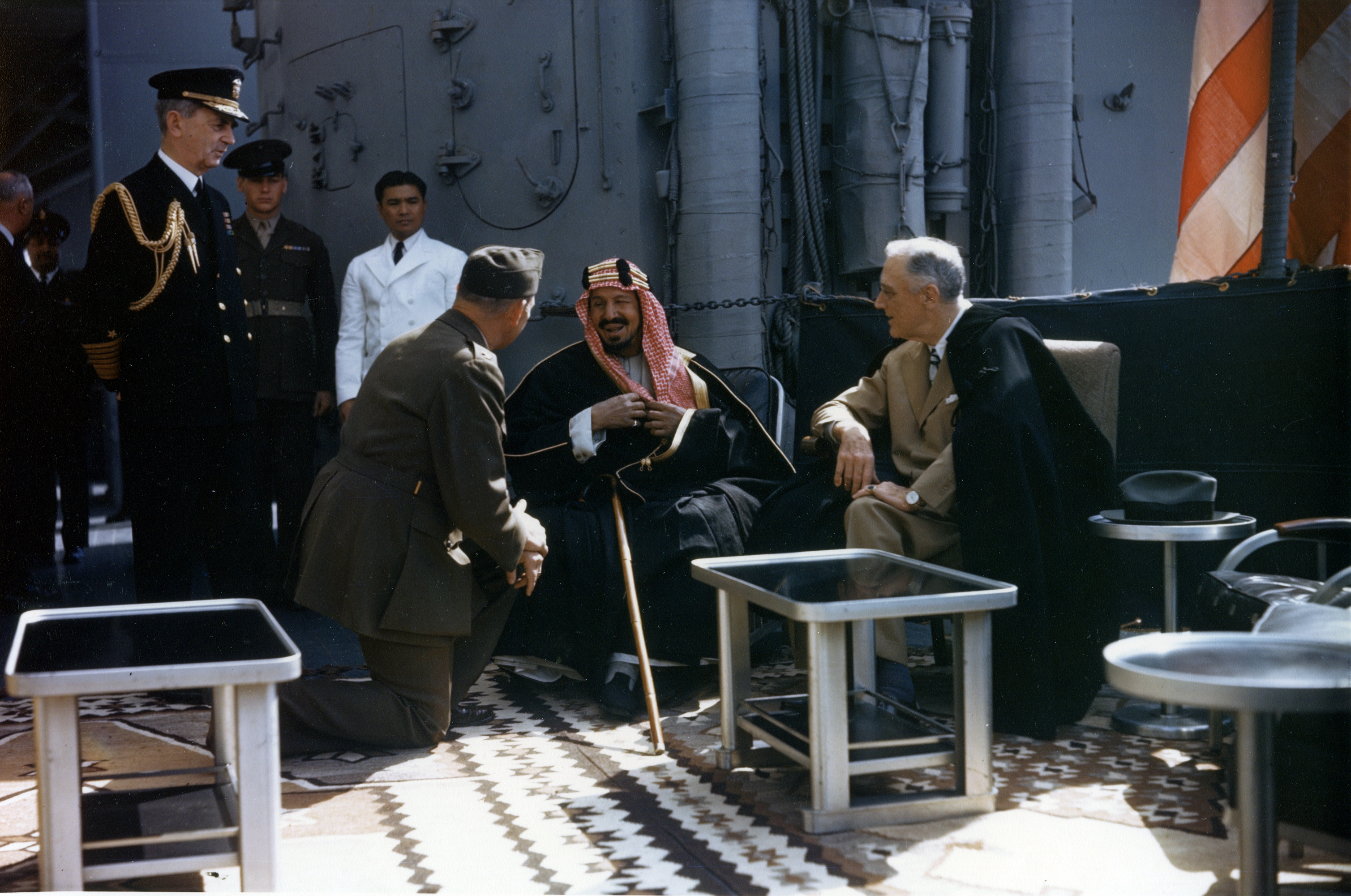
الرئيس فرانكلين روزفلت والملك عبد العزيز آل سعود والكولونيل ويليام إدي (المنحني على ركبته) والأميرال وليام ليهي (الواقف) على متن طراد كوينسي.

اتفاق كوينسي (بالإنجليزية: Quincy Pact)‏ تم التوصل إليه في 14 فبراير 1945 وذلك على متن الطراد يو أس أس كوينسي (CA-71) الراسي في البحيرة المُرّة الكبرى، وذلك بين الملك عبد العزيز آل سعود مؤسس المملكة العربية السعودية والرئيس الأمريكي فرانكلين روزفلت العائد من مؤتمر يالطا.

## التاريخ

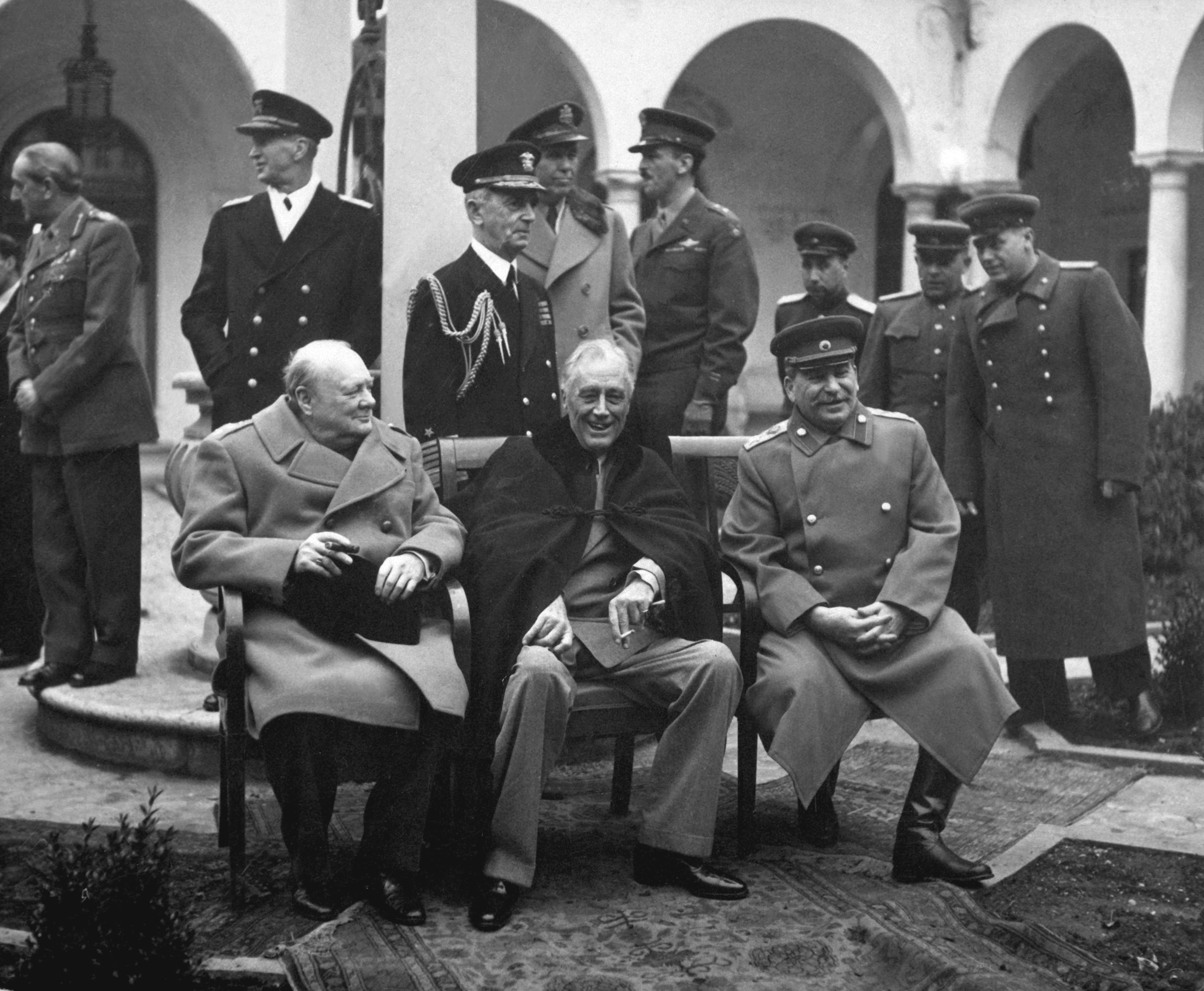
زعماء اتفاقية يالطة

كان الرئيس فرانكلين روزفلت عائدًا من مؤتمر يالطا في عام 1945، حيث التقى قادة العالم لمناقشة مستقبل أوروبا ما بعد الحرب. في طريق عودته، قرر روزفلت أن يلتقي ببعض أهم زعماء الشرق الأوسط وأفريقيا، وهم الملك فاروق ملك مصر، هيلا سيلاسي إمبراطور إثيوبيا وملك السعودية، عبد العزيز آل سعود.

## مذكرة التفاهم
أعدت مذكرة التفاهم باللغتين الإنجليزية والعربية، من قبل العقيد ويليام أ. إدي، وزير الخارجية الأمريكي ويوسف ياسين نائب وزير الخارجية السعودي. وقع النص العربي الملك عبد العزيز 14 فبراير، ووقع الرئيس روزفلت النص الإنجليزي في اليوم التالي في الإسكندرية. وقد عرضت لاحقا على الرئيس ترومان لمعلوماته.

## المحادثات
نشر مكتب التاريخ الأمريكي الذي يعتبر الجهة الرسمية المسئولة عن نشر الوثائق الرسمية للسياسة الخارجية الأمريكية، مذكرة الحوار بين الملك عبد العزيز آل سعود ملك المملكة العربية السعودية والرئيس روزفلت، و الذي عُقد على متن الطراد الأمريكي «كوينسي» 14 فبراير 1945م. مذكرة الحوار والمباحثات أحتوت على ثلاث محاور، جاءت على النحو التالي:

### اللاجئين اليهود
طلب الرئيس من جلالته نصيحته بشأن مشكلة اللاجئين اليهود الذين طردوا من ديارهم في أوروبا. ورد جلالته بأنه في رأيه يجب على اليهود العودة للعيش في الأراضي التي طردوا منها. اليهود الذين دمرت منازلهم بالكامل والذين ليس لديهم فرصة لكسب العيش في أوطانهم يجب أن يعطوا مكانًا للعيش في دول المحور التي اضطهدتهم. وأشار الملك إلى أنه يمكن اعتبار بولندا مثالاً على ذلك. حيث أن الألمان قد قتلوا ثلاثة ملايين من اليهود البولنديين، وبالتالي يجب أن يكون هناك مساحة في بولندا لإعادة توطين العديد من اليهود المشردين.

### حقوق العرب المشروعة
ثم عرض جلالته قضية العرب وحقوقهم المشروعة في أراضيهم، وذكر أن العرب واليهود لا يمكنهم التعاون، لا في فلسطين، ولا في أي بلد آخر. ولفت جلالته إلى التهديد المتزايد لوجود العرب والأزمة التي نجمت عن استمرار الهجرة اليهودية وشراء اليهود للأراضي. وذكر جلالته أن العرب سيختارون الموت بدلاً من تسليم أراضيهم لليهود. وذكر جلالته أن أمل العرب يقوم على كلمة شرف الحلفاء وعلى حب العدالة المعروف للولايات المتحدة وعلى توقع أن تدعمهم الولايات المتحدة.
ورد الرئيس بأنه يود أن يؤكد لجلالته أنه لن يفعل شيئًا لمساعدة اليهود ضد العرب ولن يتخذ أي خطوة معادية للشعب العربي. و أضاف، بأنه من المستحيل منع الخطب والقرارات في الكونغرس أو الصحافة التي يمكن أن تصدر في أي موضوع.
كما اقترح الملك إرسال بعثة عربية إلى أمريكا وإنجلترا لشرح قضية العرب وفلسطين. وذكر الرئيس أنه يعتقد أن هذه فكرة جيدة جدًا لأنه يعتقد أن الكثير من الناس في أمريكا وإنجلترا مضللين. وقال جلالته إن مثل هذه المهمة لإعلام الناس كانت مفيدة، ولكن الأهم بالنسبة له هو ما قاله له الرئيس فيما يتعلق بسياسته الخاصة تجاه الشعب العربي.

### سوريا ولبنان
وذكر جلالته أن مشكلة سوريا ولبنان كانت مصدر قلق كبير له، وسأل الرئيس ما موقف حكومة الولايات المتحدة في حالة استمرار فرنسا في الضغط على المطالب التي لا تطاق على سوريا ولبنان. ورد الرئيس بأن الحكومة الفرنسية أعطته ضمانة كتابية رسمية لاستقلال سوريا ولبنان وأنه يمكنه في أي وقت أن يكتب إلى الحكومة الفرنسية للإصرار على احترام كلمتهم. في حالة رفض الفرنسيين استقلال سوريا ولبنان، ستقدم حكومة الولايات المتحدة لسوريا ولبنان كل دعم ممكن دون استخدام القوة.

### الزراعة تنمية الموارد
تحدث الرئيس الأمريكي عن أهتمامه بالزراعة و أبدى أهتمامه بتنمية الموارد المائية وزيادة الأراضي المزروعة واعرب عن تطويرها بعد انتهاء الحرب، بما في ذلك الدول العربية، وذكر انه يحب أن يشارك العرب في ذلك ورد عليه جلالة الملك عبدالعزيز أن الأراضي المزروعة ستقلل من التصحر وتوفر العيش لعدد أكبر من السكان، ولكنه قال انه لا يستطيع الانخراط بحماس بتطوير الزراعة في بلاده إذا كان ذلك التطوير سيرثه اليهود.

## مقالات ذات صلة
- العلاقات الخارجية للسعودية
- علاقات أمريكية سعودية

## روابط خارجية
- وثيقة مذكرة التفاهم